# (386) Siegena
(386) Siegena es un asteroide perteneciente al cinturón de asteroides descubierto el 1 de marzo de 1894 por Maximilian Franz Wolf desde el observatorio de Heidelberg-Königstuhl, Alemania.
Está nombrado por la ciudad alemana de Siegen.